# Carl Wikström Ask
Carl Wikström Ask, född 24 maj 1985, är en svensk låtskrivare, producent och musiker. Carl skrev tillsammans med Daniel Adams-Ray skivan Svart, vitt och allt däremellan. Albumet släpptes den 3 november 2010 på skivbolagen Sweden Music och Lagom Records. Han har varit med och producerat två låtar på Veronica Maggios skiva Satan i gatan som släpptes 27 april 2011, "Mitt hjärta blöder" samt "Sju sorger" tillsammans med Maggio och Christian Walz.